# Dilat Laraht
 (juillet 2019).
Si vous disposez d'ouvrages ou d'articles de référence ou si vous connaissez des sites web de qualité traitant du thème abordé ici, merci de compléter l'article en donnant les références utiles à sa vérifiabilité et en les liant à la section « Notes et références ».
Dilat Laraht est un personnage de fiction de la série de bande dessinée Iznogoud. Il est présent dans presque tous les albums.
Son nom est un jeu de mots sur l'expression « se dilater la rate », qui signifie notamment « rire aux éclats », « se tordre de rire ». La présentation des personnages au début de chaque album désigne Dilat Laraht comme un « homme qui malgré ce nom, ne riait pas beaucoup ("Seulement pour la photo") ».

## Description
Dilat est le fidèle homme de main du grand vizir Iznogoud, comme cela est sans cesse précisé dans la plupart des albums, où Iznogoud l'appelle ainsi. C'est un homme corpulent, mou, plutôt bête et ignorant, bien que parfaitement lucide quant à savoir que son maître va échouer. À certains passages, il lui arrive d'avoir des éclairs d'intelligence surprenants, mais qui se produisent soit dans des conditions qui les changent en problèmes (dans Iznogoud et l'Ordinateur Magique, il résout une opération extrêmement compliquée en un rien de temps, mais provoque ainsi l'échec du plan en faisant bouder le djinn qui devait résoudre l'équation), soit ne sont pas écoutés par son maître. 
Dilat est foncièrement honnête et fidèle à son maître, et l'assiste dans tous ses plans pour devenir calife à la place du calife, bien que, sachant que c'est toujours raté d'avance, il se montre mou à la tâche.
Il est le souffre-douleur attitré d'Iznogoud, qui ne cesse de l'insulter, le martyriser, le menacer, le punir et, très souvent, l'utiliser pour tester les plans qu'il réserve au Calife. Ainsi, il n'est pas rare que Dilat se retrouve entraîné dans la même situation inextricable que son maître, mais revienne comme lui indemne au début de chaque épisode. À l'inverse, dans d'autres épisodes, il sort indemne et aide Iznogoud à se tirer d'affaire (voir notamment Les Retours d'Iznogoud).
On ne sait pas exactement si Dilat aime son maître ou s'il le tire d'affaire simplement pour conserver sa situation, car les albums ont tendance à se contredire là-dessus. En revanche, sa fidélité est clairement mise en avant: dans Iznogoud enfin calife, il se refuse à abandonner son maître en emmenant tout l'argent de Bagdad.
Iznogoud insulte en permanence Dilat, le traitant de « nullité totale », d'« improductif », d'« imbécile », d'« ignorant de tout »... À première vue, on pourrait croire qu'il a raison, car les quelques tentatives de Dilat pour aider son maître s'avèrent en général inutiles, voire nuisibles (Par exemple, lors d'une visite du Sultan Pulmankar, il place un seau d'eau au-dessus d'une porte pour le faire tomber sur la tête du Sultan, mais au même moment, Iznogoud conseille au Calife de bousculer le Sultan pour passer le premier, et c'est le Calife qui reçoit le seau), mais, comme dit précédemment, Dilat a souvent tiré son maître d'affaire, et n'est donc pas totalement inutile.
Curieusement, à chaque fois qu'Iznogoud se tire d'une situation fâcheuse, il s'arrange pour que Dilat s'en sorte avec lui. De même, il prend parfois la défense de Dilat, le cas le plus frappant étant dans Mais qui a tué le Calife ?, où, lorsqu'il apprend que son homme de main est sur le point d'être décapité, il se précipite paniqué pour le sauver. En général, il justifie de telles attitudes en disant qu'il a besoin de lui pour ses plans ou des tâches, comme dans Les Retours d'Iznogoud, où il dit avoir besoin de lui pour cirer ses babouches, ou encore dans Le Génie, où il indique qu'il n'a pas fait changer Dilat en tabouret parce qu'il portait un dossier important avec lui (mais peut-être est-ce simplement le jeu de mots de l'auteur qui en est responsable).